# محمد بن عبد علي آل عبد الجبار
الشيخ مُحمّد بن عبد علي آل عبد الجبّار القطيفي البحراني. هو رجل دين وفقيه ومرجع شيعي قطيفي من أسرة آل عبد الجبّار، وترجع أصول هذه الأسرة إلى قرية سار البحرانية. اشتهر بسبب دوره في محاولة الإصلاح بين كبار علماء الشيعة في النجف، وبين كاظم الرشتي (زعيم الشيعة الشيخية في عصره)، ولكونه من شُرّاح كتاب الكافي. وهو محل توثيق عند بعض من ترجموا له من مشايخ الشيعة؛ ومنهم: علي البلادي صاحب أنوار البدرين.(1)

## مؤلفاته
يُنقل أن لآل عبد الجبار عدد من المُؤلفات، ولكن بقي كثيرٌ منها في المسودة بلا تبييض، وقد أرجع البعض ذلك بسبب رداءة خط المؤلف، فيقول البلادي في ترجمته له: ”وكان خطه في غاية الرداءة وله كتاب يملي عليهم ويعرفون خطه واصطلاحه فيبيضونه وبقي كثير منه بلا تبييض إلى الآن لهذه العلة“. ومن مُؤلّفاته:
| - شرح أصول الكافي. شرحٌ على كتاب الكافي للكليني، وقد ذكر البلادي بأنه في حوالي أربعة عشر أو إثني عشر مُجلداً غير أن الموجود منه اليوم عشر مُجلّدات فقط، وأما الباقي فلا يزال في المسودة. - البارقة الحسينية. يقع في مجلدين. - الرد على النصارى. - الشهب الثواقب لرجم شياطين النواصب. - شرح إيساغوجي. في المنطق. - سلم الوصول إلى الأصول. كتابٌ في علم الأصول، ويقع في ثلاث أو أربع مجلدات. - شرح خلاصة الحساب. | - تشريح الأفلاك. - رسالة عملية. رسالةٌ عملية في مسائل الطهارة والصلاة، مُوجّهة لعمل مُقلّديه، وهي مبسوطة في مجلد واحد، وقد اختصرها تلميذه أحمد آل طوق. - رسالة في وجوب الإخفات بالتسبيح في الأخيرتين. - الحاقة. ذكر هذه الرسالة البلادي وقال عنها: ”الحاقة في رد رسالة بعض علماء آل عصفور في وجوب الجهر على الإمام“. - رسالة في جواز الجمع بين الشريفتين. - الرد على الصوفية. |

## وفاته
نقل المُؤرّخ علي البلادي أن وفاة كانت في العراق؛ حيث كان قد ذهب لزيارة المُقدّسات الشيعية، وتُوفي في طريق العودة بمدينة سوق الشيوخ، وقد وثّقها في كتابه المعروف أنوار البدرين وذكر فيه: ”توفي بعد رجوعه من زيارة العتبات العاليات في البلدة المعروفة بسوق الشيوخ وكان فيها جماعة من مقلديه وأوصاهم أن يدفنوه فيها ولا ينقلوه كما قيل بعد وفاته ولم تطب نفوسهم بدفنه هناك ونقلوه إلى المشهد الغروي على مشرفه آلاف التحية والثناء من رب الأرض والسماء ولم أحفظ تاريخ وفاته ضاعف الله حسناته“.

## الهوامش
- 1 - وصفه البلادي في ترجمته له: ”العلامة المحقق النحرير الفهامة المدقق الأمجد“، وفي نفس الموضع قال: ”من أساطين علماء الإمامية وأكابر فقهاء الشيعة الحقية أيدهم رب البرية“.[1]

### الكتب
- أعيان الشيعة. محسن الأمين، طبع بيروت - لبنان، تاريخ الطبع مفقود، منشورات دار التعارف.
- أنوار البدرين ومطلّع النيرين في تراجم علماء القطيف والأحساء والبحرين. علي البلادي، طبع النجف - العراق، عام 1377 هـ، منشورات مطبعة النعمان.
- الذريعة إلى تصانيف الشيعة. آغا بزرگ الطهراني، طبع بيروت - لبنان، تاريخ الطبع مفقود، منشورات دار الأضواء.

### إشارات مرجعية
1. 1 2  
البلادي، علي. أنوار البدرين ومطلع النيّرين في تراجم علماء القطيف والأحساء والبحرين. ص. 317. مؤرشف من الأصل في 2019-01-11.
2. 1 2  
الطهراني، آغا بزرگ. الذريعة إلى تصانيف الشيعة - ج13. ص. 100. مؤرشف من الأصل في 2019-12-17.
3. 1 2 3 4 5  
البلادي، علي. أنوار البدرين ومطلع النيّرين في تراجم علماء القطيف والأحساء والبحرين. ص. 319. مؤرشف من الأصل في 2019-01-06.
4. 1 2 3 4 5 6 7 8 9  
البلادي، علي. أنوار البدرين ومطلع النيّرين في تراجم علماء القطيف والأحساء والبحرين. ص. 318. مؤرشف من الأصل في 2019-12-13.
5. ↑  
الأمين، محسن. أعيان الشيعة - ج9. ص. 381. مؤرشف من الأصل في 2019-12-13.